# ズビニェク・ミュラー
ズビニェク・ミュラー（チェコ語: Zbyněk Müller, 1972年4月10日 - ）は、チェコの指揮者、オーボエ奏者。

## 経歴
プラハの生まれ。6歳からピアノをはじめ、12歳でヴィチェチスラフ・ハヌシュの下でオーボエを学んだ。1986年にプラハ音楽院に進学してフランティシェク・クサヴァー・トゥーリの下で腕に磨きをかけ、1992年から1996年までプラハ芸術アカデミーのイルジー・ミフレのクラスに在籍した。また、1990年にはボンで開かれたゲルノート・シュマルフスのマスタークラスに参加し、1995年にはテルチのサマー・アカデミーでジャン＝ルイ・カペッツァーリの薫陶を受けている。1996年にはプラハの春国際音楽コンクールのオーボエ部門で2位入賞を果たしている。
オーボエ奏者として、1992年にプラハ国立劇場のオーケストラに入団し、翌年には首席奏者に昇格した。1994年にはプラハ放送交響楽団の首席奏者として移籍し、1995年にはプラハ・フィルハーモニー管弦楽団とソリスト契約を結んだが、2005年には退団している。
一方で指揮法にも興味を持ち、1989年から1995年までプラハ音楽院のマリオ・クレメンスとヤロスラフ・ヴォドニャンスキーに指揮法を学んだ後、1996年から2003年までプラハ芸術アカデミーでイルジー・ビエロフラーヴェクの薫陶を受けた。指揮者としての活動は1997年からクラドノ交響楽団の指揮者としてスタートさせており、2000年にはチェコ・フィルハーモニー管弦楽団の首席指揮者だったヴラディーミル・アシュケナージのアシスタントを務め、2001年からはプラハ国立劇場の補助指揮者を兼務した。2003年にプラハ国立劇場の指揮者に昇格し、2008年からスロヴァキア国立コシツェ・フィルハーモニー管弦楽団の首席指揮者になった。